# Mariano de Ayoroa
Mariano de Ayoroa y Pacheco (7 de diciembre de 1769 - 30 de mayo de 1841) fue un comerciante y realista boliviano que luchó a favor de los españoles durante la guerra de la independencia de Bolivia. Fue el segundo marido separado de la heroína criolla Vicenta Juaristi Eguino, quien lo abandonó a los pocos meses de su matrimonio por sus fuertes lazos y sentimientos españoles. Es antepasado del presidente boliviano Néstor Guillén Olmos a través de su compañera Manuela Rojas.

## Primeros años y familia
Mariano de Ayoroa nació en la hacienda de su familia en Coripata el 7 de diciembre de 1769, hijo del Dr. Antonio Baltazar de Ayoroa y Bulucua, rico terrateniente y abogado de la Real Audiencia de Charcas, y de María Evarista Pacheco de Cárdenas y Salgado, miembro de una destacada familia arequipeña descendiente de los conquistadores Juan de la Torre y Díaz Chacón, Hernán Bueno el Viejo y de Hernán Bueno y Zea el Mozo. Su hermano mayor, el Dr. Juan Joseph de Ayoroa y Pacheco, también fue abogado de la Reales Audiencias de Charcas y Lima. Junto a su hermano y a su padre, había servido como voluntario durante el asedio de la ciudad en 1780. Esta fue parte de la rebelión de Túpac Amaru II entre 1780 y 1783.
Se casó con Vicenta Juaristi Eguino, viuda de Rodrigo Flores Picón, el 1 de noviembre de 1802. Sin embargo, pronto se distanciaron debido a su fervor realista. Aunque estuvieron casados durante casi 40 años, no tuvieron hijos. En cambio, ambos tuvieron varias relaciones separadas a lo largo de su matrimonio y muchos hijos ilegítimos. Ayoroa mantuvo una relación de larga data con Manuela Rojas, con quien tuvo cuatro hijos:
- Manuela Saturnina Ayoroa Rojas; casada en 1841 con Manuel Faustino Asturizaga Ponce de León, destacado abogado, con descendencia.
- Matilde Ayoroa Rojas; Casada en 1848 con Manuel Dionisio Olmos del Carpio, destacado abogado, con descendencia. Su nieto fue Néstor Guillén Olmos .
- Leandra Ayoroa Rojas; casada en 1860 con José Bilbao la Vieja y Alquiza, sobrino del general Dámaso Bilbao la Vieja, con descendencia.
- Juan Bautista Ayoroa Rojas (1841-1905); Casado en 1884 con Irene Valverde Ríos con descendencia.

A la muerte de Ayoroa en 1841, Manuel de Ayoroa y Oquendo, hijo de su hermano Juan Joseph, se casó con Manuela Rojas el 3 de mayo de 1842. Su sobrino ya era viudo, tras haber perdido a su primera esposa, Josefa de Valverde, en 1838.

## Actividad política
Ayoroa fue nombrado alcalde de la Santa Hermandad de la ciudad La Paz en 1802. El virrey del Río de la Plata, Joaquín del Pino, lo nombró subteniente de la 4ª compañía de fusileros, unidad de nueva creación el 22 de diciembre de 1802, que fue aprobada por el rey Carlos IV el 10 de agosto de 1804. Cuando el concejal José de Montenegro renunció a su cargo, se presentaron dos candidatos: Joaquín Sánchez de Velasco, quien ofreció 700 pesos en cuotas, y Ayoroa, quien ofreció el monto completo.
La junta de subasta se reunió el 16 de julio de 1802, bajo las puertas del Ayuntamiento, integrada por el gobernador Antonio Burgunyo, el consejero Tadeo Fernández Dávila, y los funcionarios de hacienda real José García y Mesa, tesorero interino; Toribio Cano, el contador; y el abogado Justo Puertas. Luego de las tres proclamaciones legales realizadas por Manuel Mamani y sin que se presentaran otros postores, el puesto fue adjudicado a Ayoroa. El asunto fue llevado al virrey Pino, quien lo aprobó el 16 de diciembre de 1802, nombrando a Ayoroa concejal con todos los privilegios, con el pago de 20 pesos. Su nombramiento fue confirmado por el rey Fernando VII el 7 de diciembre de 1810.
La sesión del Ayuntamiento del 1 de enero de 1809 fue muy tumultuosa, como lo había sido el año anterior. Ayoroa y los demás concejales se opusieron fuertemente al Gobernador, más bien con intención de vejarlo. El Gobernador pidió la opinión de su asesor Teviera y, basándose en su consejo, se procedió a la elección. En julio, Ayoroa estaba en sus haciendas de los Yungas y, citado por el Concejo, regresó a mediados de agosto. Afirmó que se oponía a Pedro Domingo Murillo en todos los aspectos. Sin embargo, Ayoroa todavía estaba amenazado con la horca. Para demostrar su lealtad al Rey, presentó una declaración jurada de varios testigos. Tras la derrota de los patriotas en la Batalla de Huaqui y con la ciudad amenazada, mandó construir a sus expensas una muralla detrás del convento de San Agustín y reparó las trincheras de Las Recogidas y La Riverilla.